# Fateh Singh của Udaipur và Mewar

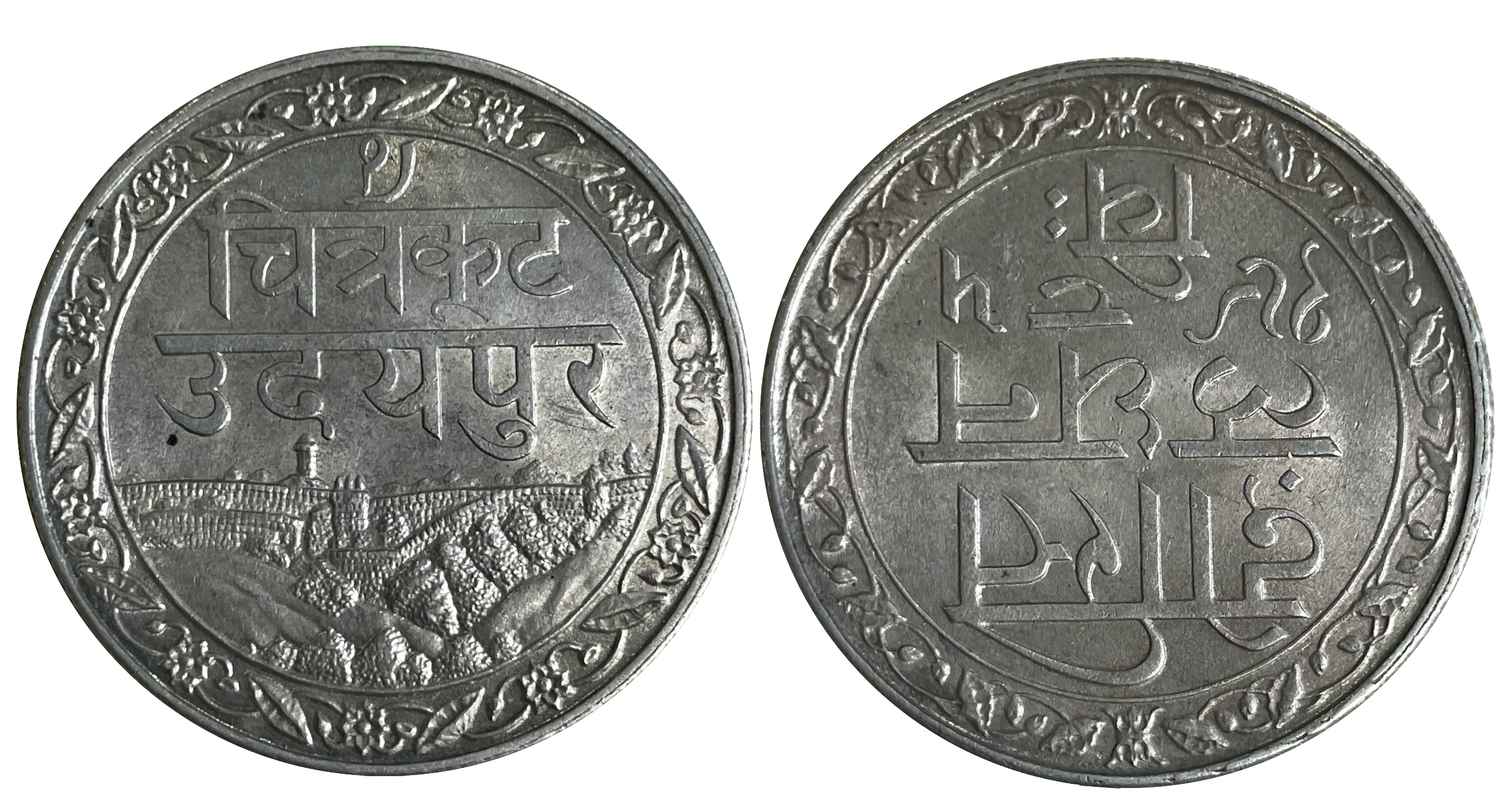
Xu bạc: 1 rupee của Nhà nước Udaipur, được đúc vào năm 1928, dưới thời cai trị của Fatteh Singh

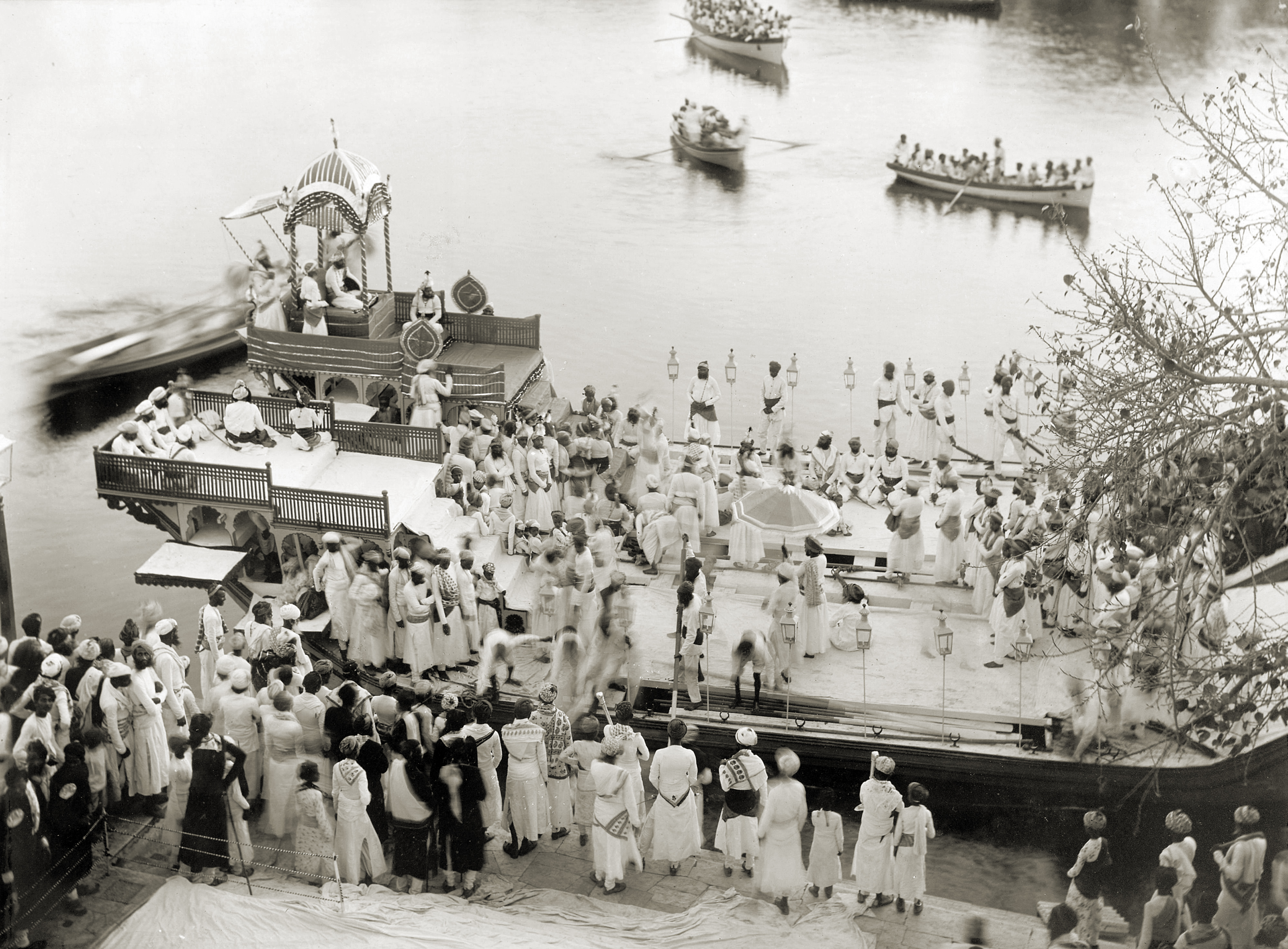
Maharaja Fateh Singh on royal barge, Lake Pichola, Udaipur, early 1900s

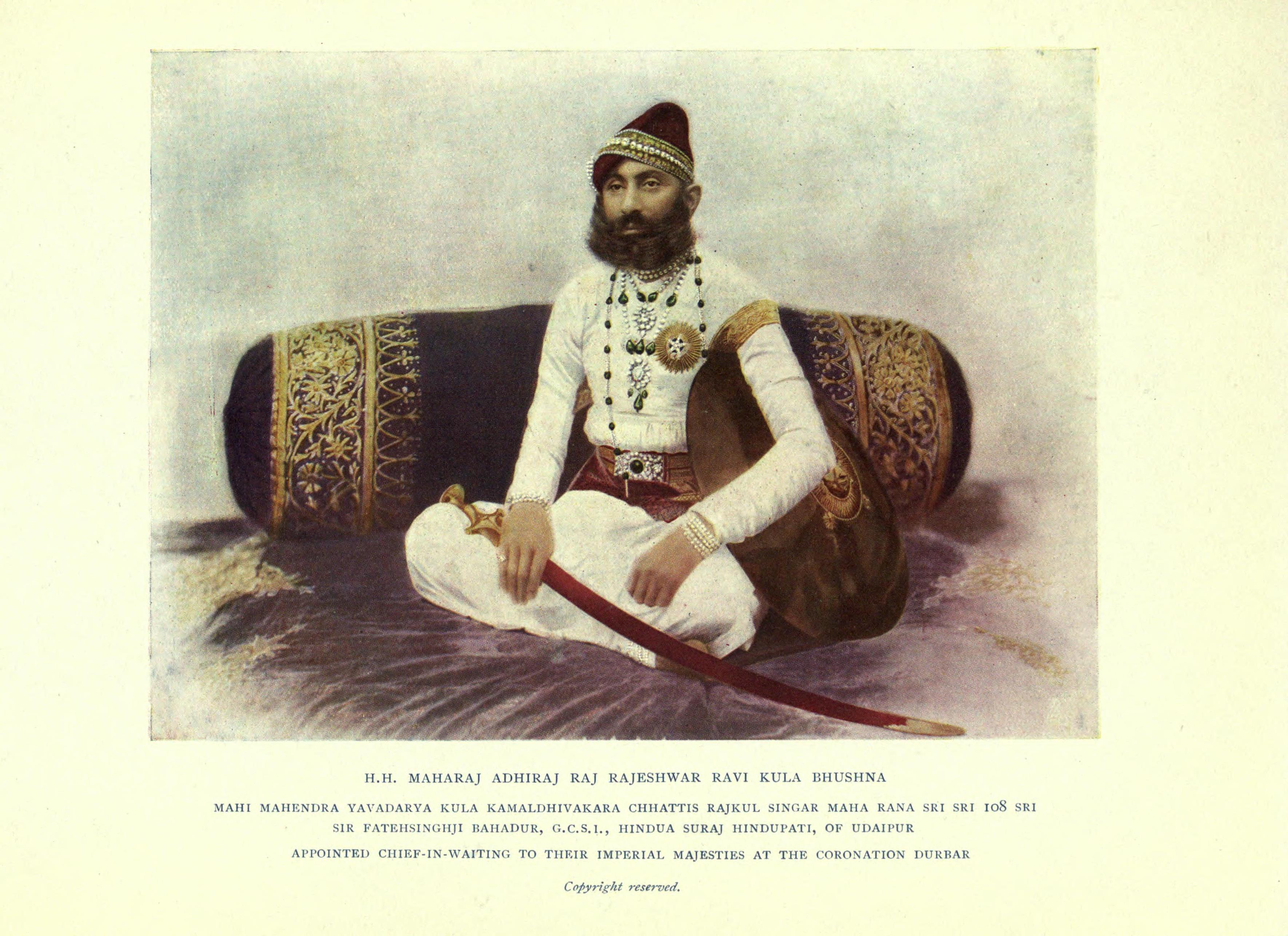
Maharaja Fateh Singh Bahadur

Fateh Singh (16 tháng 12 năm 1849 - 24 tháng 5 năm 1930), là nhà cai trị của phiên vương quốc Udaipur/Mewar trong 46 năm, từ năm 1884 đến năm 1930. Ông vốn không thể kế vị ngai vàng của Udaipur, vì không thuộc nhánh chính của hoàng tộc, cha ông là Maharaj Dal Singh thuộc nhánh Shivrati, hậu duệ của con trai thứ 4, Arjin Singh của Rana Sangram Singh II (1710 - 1734). Ông được Maharana Sajjan Singh nhận làm con nuôi và sau khi vị phiên vương này mất thì ông lên kế vị, cai trị Nhà nước Udaipur.
Ông là phiên vương duy nhất của Tiểu lục địa Ấn Độ không tham dự Delhi Durbar trong cả 2 năm 1903 và 1911. Năm 1921, khi Hoàng tử Edward, Thân vương xứ Wales con trai của vua George V và Hoàng hậu Mary đến thăm Udaipur, Fateh Singh đã cáo bệnh để từ chối tiếp kiến, ông cử con trai mình đi thay. Những hành động này đã khiến người Anh không hài lòng về ông, vì thế mà sau sự kiện bất ổn xã hội ở Mewar ngày 28/07/1921, Fateh Singh đã bị phế truất, tuy vẫn giữ lại tước vị, nhưng quyền cai trị Nhà nước Udaipur được trao lại cho người kế vị của ông, Bhupal Singh.